# Vendres
Vendres település Franciaországban, Hérault megyében. Lakosainak száma 2671 fő (2022. január 1.). Vendres Fleury, Béziers, Lespignan, Sauvian, Sérignan és Valras-Plage községekkel határos.

## Népesség
A település népessége az elmúlt években az alábbi módon változott:
| Lakosok száma | 879  | 885  | 1230 | 1984 | 2701 | 2699 | 2702 | 2723 | 2728 | 2671 |
|               | 1968 | 1982 | 1990 | 2006 | 2013 | 2015 | 2017 | 2019 | 2020 | 2022 |